# Tathodelta niveigutta
Tathodelta niveigutta là một loài bướm đêm trong họ Noctuidae.